# Сарки
Сарки — озеро на территории Лендерского сельского поселения Муезерского района Республики Карелия.

## Общие сведения
Площадь озера — 0,5 км². Располагается на высоте 205,6 метров над уровнем моря.
Форма озера продолговатая, вытянуто с севера на юг. Условно состоит четырёх частей, соединённых узкими протоками и проливами. Берега озера каменисто-песчаные.
Через озеро протекает безымянная река, несущая воды из озёр, Конгелоярви, Корбилампи и некоторых других озёр и впадающая, протекая озеро Хозилампи, в озеро Шаверки, откуда вытекает река Шаверка, втекающая в реку Хаапайоки.
Код водного объекта в государственном водном реестре — 01050000111102000011240.